# Егон Шиле
Егон Шиле (Тулн, 12. јун 1890 — Беч, 31. октобар 1918) био је аустријски сликар.

## Биографија
Као дете, Шиле је био фасциниран возовима и провео је много сати цртајући их. Његов отац Адолф, шеф железничке станице је уништио ове скице. Када је имао 11 година, Шиле се преселио у оближњи град Кремс (а касније у Клостернојбург) да би похађао средњу школу. Када је Шиле имао 14 година, његов отац је умро од сифилиса, а он је постао штићеник мајчиног рођака, Леополда Чихачека, такође железничког службеника. Био је стидљив и уздржан, лоше је учио у школи осим фискултуре и цртања. 1906. године уписао је сликарство и цртање на Академију лепих уметности у Бечу, али се убрзо разочарао њеним конзервативизмом. Убрзо је срео сликара Густава Климта, који је надаље утицао на његов рад и живот. Шиле је напустио Академију 1909. године и основао Нову уметничку групу са другим незадовољним студентима.
Шилеова најранија дела између 1907. и 1909. садрже снажне сличности са Климтовим, као и утицаје сецесије. Учествује на сецесионистичким изложбама током следећих година (1909. Kunstschau, Беч; 1911. и касније, Минхен). Такође је сликао омаж Ван Гоговим сунцокретима, као и пејзаже и мртве природе.
Већ око 1910. слика портрете и пејзаже и у експресионистичком маниру и постаје тражен сликар, са одговарајућом зарадом. Томе је допринело пријатељство са ликовним критичарем Артуром Реслингом и колекционарем Хајнрихом Бенешом. Године 1910. Шиле је почео да експериментише са актовима, а у року од годину дана почео је да се појављује дефинитиван стил са мршавим, болесним фигурама, често са снажним сексуалним призвуком. Шиле је такође почео да слика и црта децу.
Године 1911. напушта Беч и живи у малим селима, са седамнаестогодишњом пријатељицом. Води нонконформистички начин живота, па га из првог села протерују, а у другом хапсе 1912. године због завођења малолетнице. Приликом претреса студија нађен је велики број еротских цртежа и слика. Суд га не осуђује због завођења, већ због порнографије која је била доступна деци. Осуђен је на 24 дана затвора, која је издржао. На суду је судија спалио један од цртежа („који приказује веома младу девојку обучену само изнад струка“) изнад пламена свеће.
Наставио је да излаже са својом Новом уметничком групом: у Прагу 1910. и Будимпешти 1912. године. Прву самосталну изложбу имао је у Минхену 1913. године, а следећу у Паризу 1914. године.
Шиле се оженио комшиницом Едит Хармс 17. јуна 1915, на годишњицу венчања Шилеових родитеља. Исте године мобилисан је у аустријску војску, али је наставио да слика брзим темпом. Три дана након венчања, Шилеу је наређено да се пријави за активну службу у војсци где је првобитно био стациониран у Прагу. Едит је дошла са њим и одсела у хотелу у граду, док је Егон живео у изложбеној сали са својим колегама регрутима. Шилеов командант им је дозволио да се повремено виђају.
Велику славу доживео је на 49. изложби Сецесије у Бечу 1918. године: прихваћено му је педесет радова и изложено у главном холу. Цене његових слика су поново порасле.
Умро је 31. октобра 1918. године од шпанске (птичије) грознице. Само три дана раније умрла је и Едит од исте болести. Током три дана између њихове смрти, Шиле је нацртао неколико скица Едит.
Његове слике данас достижу високе цене, и до осмоцифрених доларских износа. Мање позната чињеница о Шилеовој каријери је да је током студија на Школи за уметност и занат у Бечу истраживао скулптуру и створио низ малих скулптура од глине и гипса.